# Artemisia samoiedorum
Artemisia samoiedorum là một loài thực vật có hoa trong họ Cúc. Loài này được Pamp. mô tả khoa học đầu tiên năm 1938.